# Cidade Velha de Edimburgo
A Cidade Velha de Edimburgo, capital da Escócia, é um Património Mundial da UNESCO. Foram preservados o seu plano medieval e muitos edifícios. 
Uma extremidade é fechada pelo Castelo de Edimburgo e pelas principais artérias, a Milha Real, na verdade composta de quatro distintas ruas chamadas Castlehill, o Lawnmarket, a High Street e a Canongate. Grandes praças marcam a localização dos mercados ou dos grandes edifícios públicos, como a St. Giles' Cathedral e os supremos tribunais. 

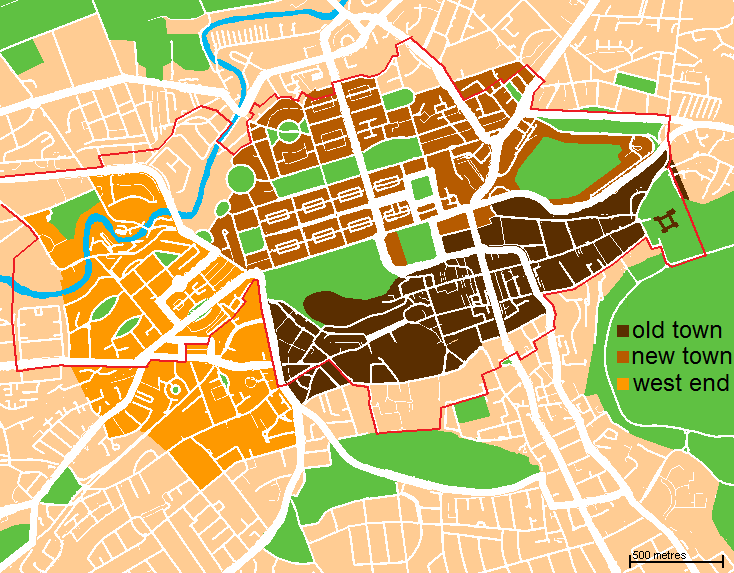
Mapa da Cidade de Edimburgo, com a Cidade Velha em marrom.

Outros locais notáveis incluem o Edifício do Parlamento Escocês, o Palácio de Holyrood, a Assembléia Geral Municipal da Igreja da Escócia, o Museu Real da Escócia, a Universidade de Edimburgo, e numerosas ruas subterrâneas e abóbadas, relíquias das fases anteriores de construção. O material das ruas , típica dos bairros antigos de várias cidades do norte da Europa, é fabricado especialmente em Edimburgo. 
Em 7 de dezembro de 2002, outro grande incêndio na Cidade Velha engoliu parte da Cowgate. Ele destruiu o famoso clube de comédia, O Balão dourado, e grande parte do Departamento de Informática da Universidade de Edimburgo, incluindo a biblioteca IA (Inteligência Artificial).